# مک‌کول جانکشن (نبراسکا)
مک‌کول جانکشن(به انگلیسی: McCool Junction) شهری در ایالت نبراسکا کشور ایالات متحده آمریکا است که جمعیت آن در سرشماری سال ۲۰۱۰ میلادی، ۴۰۹ نفر بوده‌است.